# NIMBUS–7
NIMBUS–7 (görögül: felhő) amerikai második generációs meteorológiai műhold a Nimbus programból.

## Küldetés
Feladata, második generációs meteorológiai műholdként méréseivel stabil adatszolgáltatást biztosítani a katonai felhasználáson túl a Nemzeti Óceán- és Légkörkutatási Hivatal (NOAA) részére.

## Jellemzői
Tervezte és építette a NASA. Társ műholdja a Cameo tudományos műhold.
Megnevezései: NIMBUS–7; NIMBUS G; COSPAR: 1978-098A. Kódszáma: 11080.
1978. október 24-én a Vandenberg légitámaszpontról az LC–2W (LC–Launch Complex) jelű indítóállványról egy Delta(630/D145) hordozórakétával állították alacsony Föld körüli pályára (LEO = Low-Earth Orbit). Az orbitális egység pályája 104,10 perces, 99 fokos hajlásszögű, elliptikus pálya perigeuma 943 kilométer, az apogeuma 957 kilométer volt.
Háromtengelyesen stabilizált műhold (plusz vagy mínusz 1 fok), Föld felé néző részének átmérője 1,5, a felette elhelyezett kúpos alakú tartószerkezet magassága 3 méter. Tömege 943 kilogramm. A fedélzetén elhelyezett széles látókörű kamerák felvételeit digitalizálták, tárolták, földi parancsra az adatokat a földi információs központba továbbította. A méréseket az elektromágneses spektrum különböző hullámhosszain, főleg látható és infravörös hullámhosszon végezte. A felhőkön és felhőrendszereken, a hőmérséklet változásokon, a viharok kialakulásán- és figyelemmel kísérésén, a páratartalom mérésén, a sugárzási tartományok ellenőrzésén kívül megfigyelték a városok fényszennyezéseit, környezetváltozásait, tüzeket, homok- és porviharokat, hó- és jégtakarót, óceáni áramlatokat és más környezeti folyamatokat. Globális meteorológiai és geológiai megfigyelésekre is alkalmas.

### Szerkezete
1. parancsfogadó antenna,
2. Nap-kereső szenzor,
3. horizontkereső,
4. Nap-detektor, a napelemtáblák beállításához,
5. kettő napelemtábla,
6. műszeres egység,
7. APT-kamera,
8. S-sávú antenna,
9. közepes felbontású infravörös sugárzásmérő (MRIR),
10. VHF-kamera,
11. nagy felbontású infravörös sugárzásmérő,
12. kétcsatornás, nagy felbontású sugárzásmérő (THIR),
13. mikrohullámú sugárzásmérő (ESMR),
14. térképező sugárzásmérő (SCMR),
15. mikrohullámú spektrométer (NEMS),
16. szoláris ultraibolya sugárzást mérő monitorral (MUSE),
17. infravörös sugárzásmérők adatrögzítője,
18. szelektív radiométer (SCR),
19. infravörös hőprofil-sugárzásmérő (ITPR),
20. adattovábbító antenna,
21. hőmérséklet-szabályozó zsaluk,
22. vázszerkezet,
23. helyzetszabályozó hideggázrakéta-fúvókák,

Szolgálati idejének vége ismeretlen. A légkörbe történő belépésének ideje ismeretlen.

## Külső hivatkozások
- NIMBUS–7. lib.cas.cz. [2013. október 13-i dátummal az eredetiből archiválva]. (Hozzáférés: 2014. március 2.)
- NIMBUS–7. nasa.gov. (Hozzáférés: 2014. március 2.)
- NIMBUS–7. astronautix.com. [2014. január 9-i dátummal az eredetiből archiválva]. (Hozzáférés: 2014. március 2.)
- NIMBUS–7. astronautix.com. (Hozzáférés: 2014. március 2.)

| Elődje: NIMBUS–6 | Nimbus-program 1964–1978 | Utódja: Program vége |